# Ibn al-Qalanissí
Abu-Yala Hamza ibn Àssad ibn Alí ibn Muhàmmad at-Tamimí —àrab: أأبو يعلى حمزة بن أسد بن عليّ بن محمد التميمي, Abū Yaʿlà Ḥamza b. Asad b. ʿAlī b. Muḥammad at-Tamīmī—, més conegut com a Ibn al-Qalanissí —àrab: ابن القَلانسي, Ibn al-Qalānisī— (Damasc, c.1071-18 de març de 1160) fou un cronista en llengua àrab i home d'estat que visqué a Damasc durant el segle xii.
Tal indica la seva nisba, pertanyia a la tribu dels Banu Tamim, la qual cosa el situà en una situació preeminent, a la seva ciutat. Rebé una bona educació, centrada en estudis de literatura, teologia i lleis. Treballà primer com a secretari i després com a cap de l'administració estatal a Damasc, coneguda com a diwan ar-rassàïl. També fou nomenat, dues vegades, raïs de la ciutat, un càrrec que equivaldria al d'alcalde.
Escriví un llibre titulat Dhayl tarikh Dimaixq o Al-mudhàyyal fi-tarikh Dimaixq (Continuació de la història de Damasc) que cobreix el període entre l'any 1056 i l'any de la seva mort, 1160. Format per dues parts de límits poc clars, la primera, de la qual se n'han perdut les primeres pagines, cobreix la joventut de l'autor i està basada en fonts d'arxiu siris i egipcis així com en cròniques menors. Tradicionalment aquesta part s'havia considerat molt influenciada per la Història de Bagdad de Hilal as-Sabi, però ara es creu que no ho seria tant. La resta de l'obra, tot i que també empra informació d'arxiu, pren la informació bé de la seva pròpia experiència o de persones que li explicaren, de primera mà, els episodis que hi narra. En aquest sentit, l'obra, que no té pretensions literàries, ens forneix una narració personal de la vida sociopolítica de Damasc i la regió de Síria i Palestina que, si bé no està exempta de parcialitat, és extraordinàriament vívida, sobretot en comparació amb la resta de la historiografia àrab de l'època. També és especialment interessant perquè és un dels pocs textos que narra la Primera Croada des del punt de vista d'un coetani, tot explicant les conseqüències que va tenir des de la perspectiva d'un musulmà. A més, el llibre fou la font, gairebé exclusiva, del que molts autors posteriors com Ibn al-Athir, Sibt ibn al-Jawzí o Abu-Xama van explicar sobre aquest període i aquesta regió a les seves obres.

## Edicions i traduccions
- Ibn al-Qalanissí. Amedroz (ed.). ذيل تاريخ دمشق [Dhayl tarikh Dimaixq], 1908.
- Ibn al-Qalanissí. H.A.R. Gibb (ed.). The Damascus Chronicle of the Crusades, Extracted and Translated from the Chronicle of Ibn al-Qalanisi.  Dover Publications, 1932.
- Ibn al-Qalanissí. R. Le Tourneau (ed.). Damas de 1075 a 1154, 1952.